# Seiichi Miyake
Seiichi Miyake (jap. 三宅  精一 Miyake Seiichi; ur. 1926, zm. 1982) – japoński wynalazca i działacz społeczny, pomysłodawca „dotykowych nawierzchni”, płyt chodnikowych ze specjalnymi wypukłościami, ułatwiającymi poruszanie się osobom niedowidzącym w miejscach publicznych. W języku japońskim noszą nazwę tenji-burokku (płyty brajlowskie).

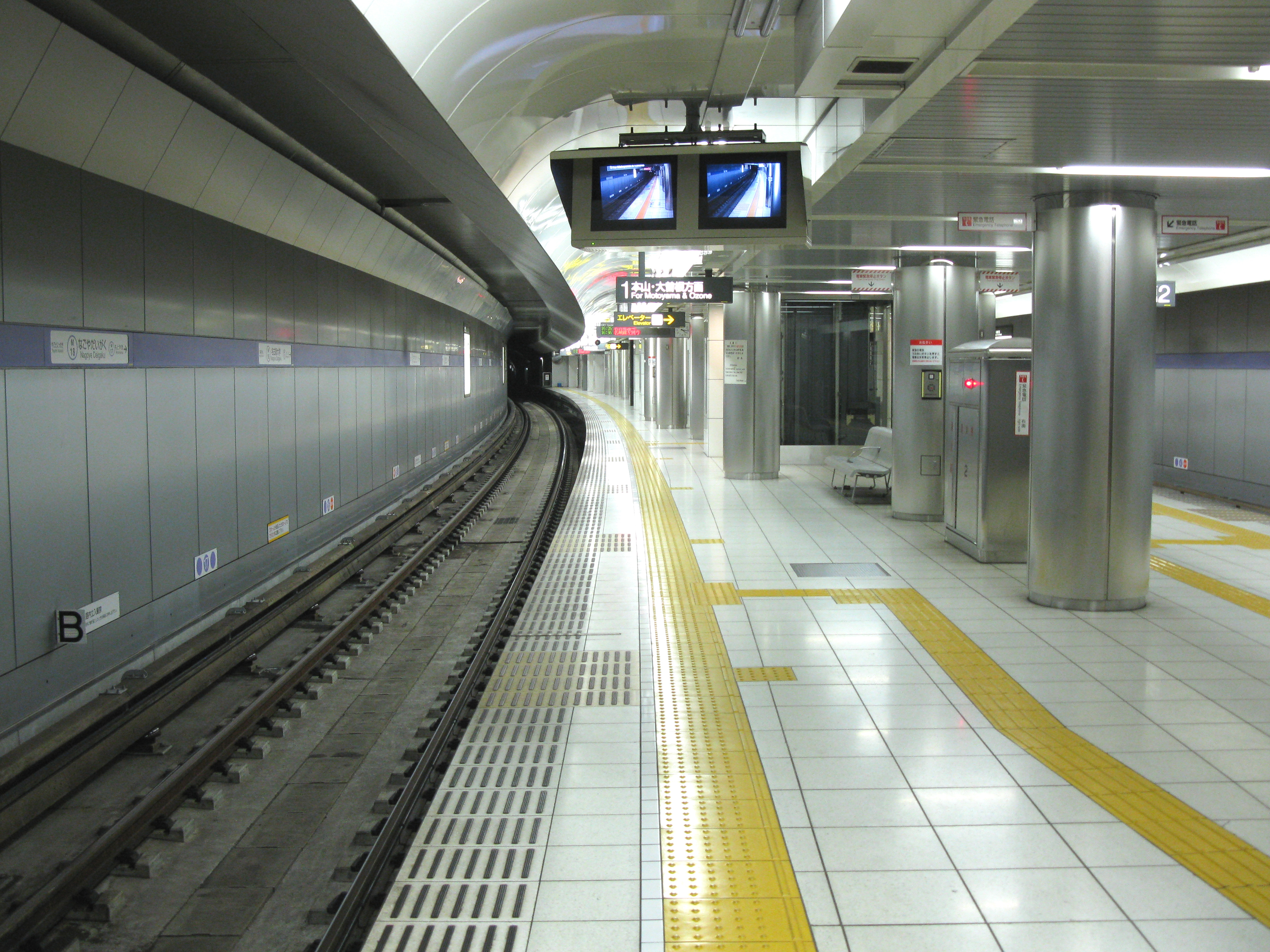
Płyty dotykowe w metrze w Nagoi

W 1965 roku Seiichi Miyake za własne pieniądze stworzył  „dotykowe płyty”, czyli  płyty chodnikowe w dwóch głównych typach: o okrągłych kropkach i pionowych paskach.  Bloki kropek informują o niebezpieczeństwie, pionowe o bezpiecznym poruszaniu się do przodu.
18 marca 1967 roku miasto Okayama (w zachodniej Japonii) było pierwszym miejscem, w którym zainstalowano ten wynalazek dla osób niedowidzących.
W 1977 roku płyty dotykowe stały się obowiązkowe na stacjach kolei japońskich.
Na wniosek stowarzyszenia osób niedowidzących prefektury Okayama w 2010 roku uznano dzień 18 marca za Dzień Płyt Brajlowskich (点字ブロックの日, Tenji-burokku no Hi).
W dniu 18 marca 2019 roku Google Doodle uhonorowało Miyakego swoim logo zmienionym na żółte bloki z ruchomymi kropkami i paskami.

## Galeria

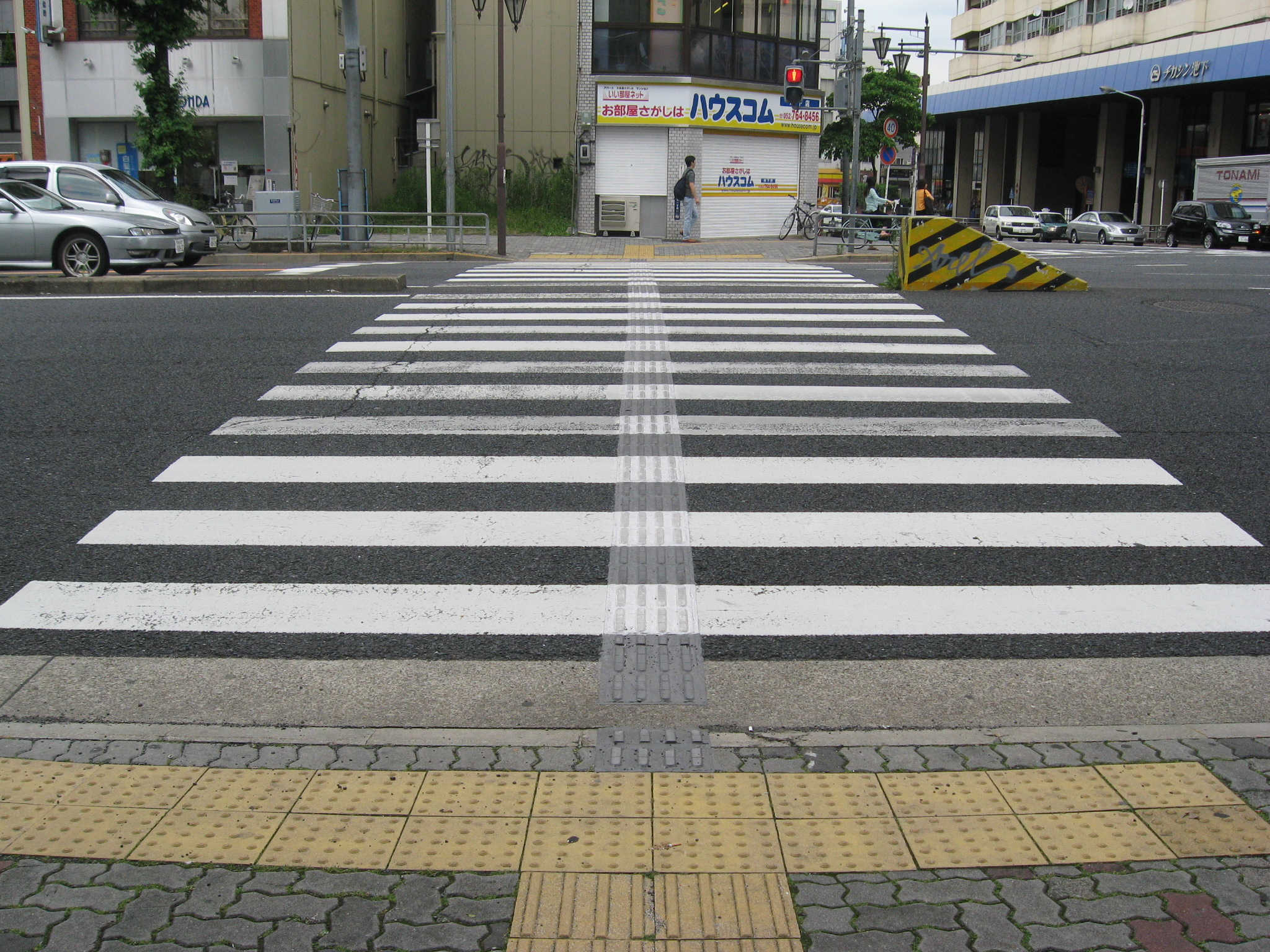
Płyty przed przejściem dla pieszych
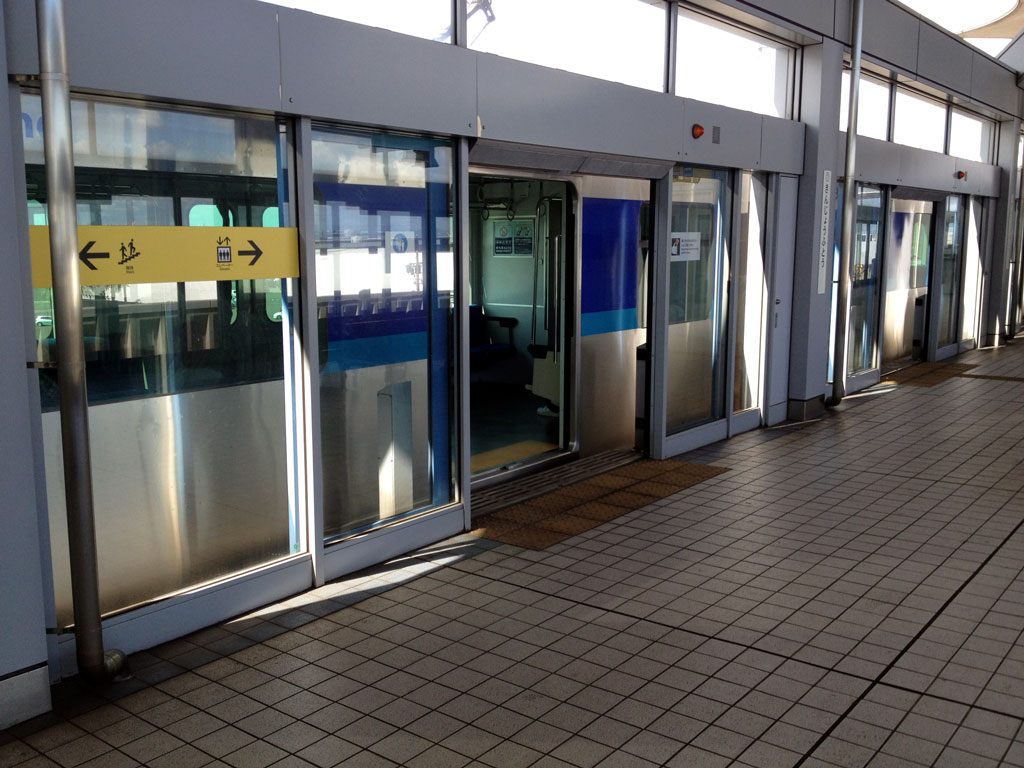
Powłoka dotykowa w połączeniu z drzwiami przesuwnymi platformy
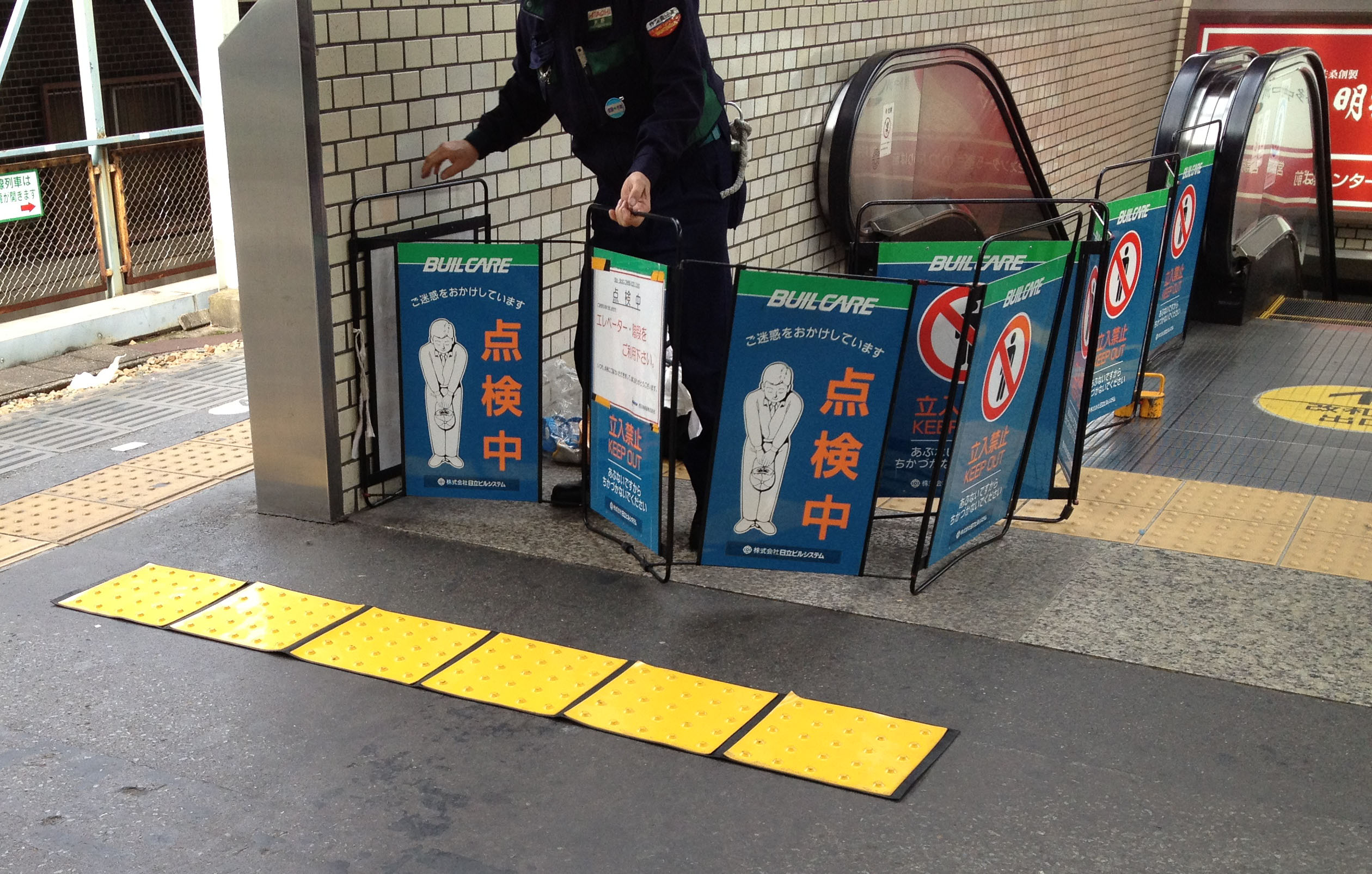
Przenośne płyty układane tymczasowo
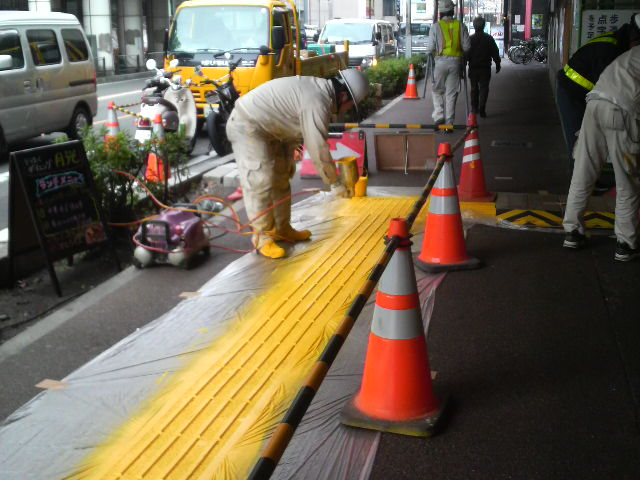
Instalowanie płyt na chodniku
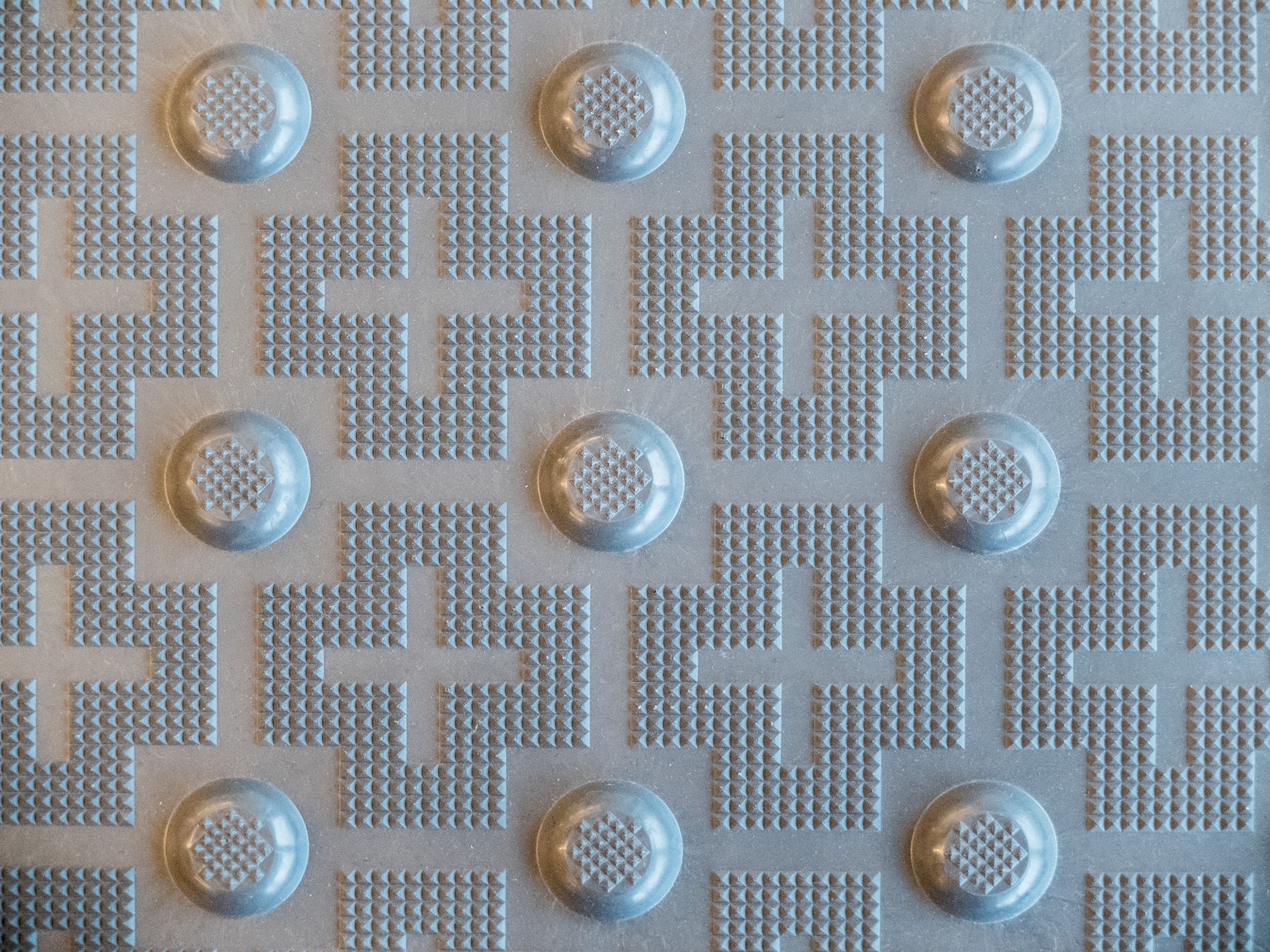
Płyta w zbliżeniu